# Partit Comunista del Turkmenistan
El Partit Comunista del Turkmenistan (PCT) (en rus: Коммунистическая партия Туркменистана; en turcman:Türkmenistanyn Kommunistik Partiyasynyn) fou el partit comunista que governà la República Socialista Soviètica del Turkmenistan. Formà part íntegre del Partit Comunista de la Unió Soviètica. Des de 1985 fou liderat per Saparmurat Niàzov, que el 1991 li canvià el nom per Partit Democràtic de Turkmenistan, coincidint amb la dissolució de l'URSS. L'actual PCT fou il·legalitzat durant la presidència de Niàzov després de la independència de la República del Turkmenistan romanent il·legalitzat fins al dia d'avui.